# AL-Bank Ligaen 2010/11
Die Saison 2010/11 war die vierte Spielzeit der Eliteserien unter dem Namen AL-Bank Ligaen und damit 26. Austragung der höchsten dänischen Eishockeyspielklasse. Die Liga umfasste acht Mannschaften, darunter der Titelverteidiger SønderjyskE Ishockey, der auch nach der Vorrunde die Tabelle anführte. Meister wurden zum 15. Mal die Herning Blue Fox.

## Teilnehmer
Nach dem Abstieg der Nordsjælland Cobras in der Vorsaison und dem Aufstiegsverzicht aller 1. Divisionäre spielten in der Saison 2010/11 nur acht Teams den dänischen Meister aus.
| Klub                      | Standort      | Vorjahr | Play-offs     |
| ------------------------- | ------------- | ------- | ------------- |
| AaB Ishockey              | Aalborg       | 2.      | Vizemeister   |
| EfB Ishockey              | Esbjerg       | 4.      | Viertelfinale |
| Frederikshavn White Hawks | Frederikshavn | 3.      | Halbfinale    |
| Herning Blue Fox          | Herning       | 5.      | Halbfinale    |
| Odense Bulldogs           | Odense        | 9.      | –             |
| Rødovre Mighty Bulls      | Rødovre       | 6.      | Viertelfinale |
| SønderjyskE Ishockey      | Haderslev     | 1.      | Meister       |
| Hvidovre Ligahockey       | Kopenhagen    | 8.      | Viertelfinale |

## Vorrunde

### Abschlusstabelle
|    | Mannschaft                | Sp | S  | OTS | OTN | N  | Pkt | %  | T   | GT  |
| -- | ------------------------- | -- | -- | --- | --- | -- | --- | -- | --- | --- |
| 1. | SønderjyskE Ishockey      | 39 | 28 | 3   | 3   | 5  | 93  | 79 | 142 | 59  |
| 2. | Herning Blue Fox          | 39 | 27 | 3   | 2   | 7  | 89  | 76 | 154 | 82  |
| 3. | Frederikshavn White Hawks | 39 | 18 | 4   | 4   | 13 | 66  | 56 | 129 | 111 |
| 4. | AaB Ishockey              | 39 | 14 | 4   | 2   | 19 | 52  | 44 | 112 | 119 |
| 5. | Hvidovre Ligahockey       | 39 | 14 | 2   | 6   | 17 | 52  | 44 | 101 | 117 |
| 6. | Rødovre Mighty Bulls      | 39 | 11 | 4   | 3   | 21 | 44  | 37 | 86  | 131 |
| 7. | EfB Ishockey              | 39 | 10 | 3   | 3   | 23 | 39  | 33 | 96  | 141 |
| 8. | Odense Bulldogs           | 39 | 8  | 3   | 3   | 25 | 33  | 28 | 86  | 146 |

Abkürzungen: Sp = Spiele, S = Siege, OTS = Siege nach Verlängerung, SOS = Siege nach Penaltyschießen, OTN = Niederlagen nach Verlängerung, SON = Niederlagen nach Penaltyschießen, N = Niederlagen, Pkt = Punkte, T = Tore, GT = Gegentore, Str = Strafen, (M) = Titelverteidiger

Erläuterungen:

## Viertelfinale
Im Viertelfinale spielten die sechs bestplatzierten Teams der Vorrunde in zwei 3er-Gruppen jeweils in Hin- und Rückspiel. Die Gruppenersten und -zweiten qualifizierten sich für das Halbfinale.

### Gruppe A
|    | Mannschaft           | Sp | S | OTS | OTN | N | Pkt | T  | GT |
| -- | -------------------- | -- | - | --- | --- | - | --- | -- | -- |
| 1. | SønderjyskE Ishockey | 4  | 3 | 0   | 0   | 1 | 12  | 12 | 10 |
| 2. | Rødovre Mighty Bulls | 4  | 2 | 0   | 0   | 2 | 6   | 12 | 11 |
| 3. | AaB Ishockey         | 4  | 1 | 0   | 0   | 3 | 4   | 9  | 12 |

### Gruppe B
|    | Mannschaft                | Sp | S | OTS | OTN | N | Pkt | T  | GT |
| -- | ------------------------- | -- | - | --- | --- | - | --- | -- | -- |
| 1. | Herning Blue Fox          | 4  | 4 | 0   | 0   | 0 | 15  | 22 | 8  |
| 2. | Frederikshavn White Hawks | 4  | 2 | 0   | 0   | 2 | 7   | 16 | 20 |
| 3. | Hvidovre Ligahockey       | 4  | 0 | 0   | 0   | 4 | 0   | 8  | 18 |

## Play-offs

### Playoff-Baum
|  | Halbfinale | Halbfinale             | Halbfinale |                  |  | Finale | Finale                    | Finale |
|  |            |                        |            |                  |  |        |                           |        |
|  |            |                        |            |                  |  |        |                           |        |
|  | 1          | Herning Blue Fox       | 4          |                  |  |        |                           |        |
|  | 4          | Rødovre Mighty Bulls   | 1          |                  |  | 1      | Herning Blue Fox          | 4      |
|  |            |                        |            |                  |  | 3      | Frederikshavn White Hawks | 1      |
|  |            |                        |            |                  |  |        |                           |        |
|  |            |                        |            | Spiel um Platz 3 |  |        |                           |        |
|  | 2          | SønderjyskE Ishockey   | 2          |                  |  |        |                           |        |
|  | 3          | Frederikshavn White H. | 4          |                  |  | 2      | SønderjyskE Ishockey      | 4      |
|  |            |                        |            |                  |  | 4      | Rødovre Mighty Bulls      | 2      |
|  |            |                        |            |                  |  |        |                           |        |

### Halbfinale
Die Halbfinalspiele wurden im Modus „Best of Seven“ ausgetragen und fanden vom 11. bis 25. März 2011 statt.
|                                                  | Serie | 1         | 2   | 3   | 4         | 5   | 6   | 7 |
| ------------------------------------------------ | ----- | --------- | --- | --- | --------- | --- | --- | - |
| Herning Blue Fox – Rødovre Mighty Bulls          | 4:1   | 3:4 n. V. | 5:1 | 4:0 | 1:0 n. V. | 4:0 | –   | – |
| SønderjyskE Ishockey – Frederikshavn White Hawks | 2:4   | 1:2 n. V. | 4:1 | 0:2 | 2:1 n. V. | 1:3 | 0:3 | – |

### Spiele um Platz 3
Die Spiele um Platz 3 wurden in zwei Spielen mit Hin- und Rückspiel ausgetragen und fanden am 31. März und 1. April 2011 statt.
|                                             | Tore | 1   | 2   |
| ------------------------------------------- | ---- | --- | --- |
| SønderjyskE Ishockey – Rødovre Mighty Bulls | 4:2  | 2:2 | 2:0 |

### Finale
Die Finalspiele wurden im Modus „Best of Seven“ ausgetragen und fanden vom 1. bis 12. April 2011 statt.
|                                              | Serie | 1   | 2   | 3   | 4   | 5         | 6 | 7 |
| -------------------------------------------- | ----- | --- | --- | --- | --- | --------- | - | - |
| Herning Blue Fox – Frederikshavn White Hawks | 4:1   | 1:2 | 4:3 | 3:0 | 5:3 | 4:3 n. V. | – | – |